# Инфраструктура
Ѝнфраструктура (на латински: infra + structura, букв. подлежаща структура и още от немски Zusammenfügung – сбор, монтаж, асемблиране, механизъм) се нарича съвкупност, комплекс от съоръжения, сгради на поддръжката им, система от съответните отрасли, както и материалните средства необходими за тяхното функциониране, които осигуряват обществото, обслужват производството и осигуряват условия за функциониране на обществото, това са пътища, летища, телекомуникации и съобщения, интернет комуникации (особено от типа broadband или широколентов интернет), наука и образование (образователна инфраструктура), електрически проводници в надземна/подземна мрежа, и др.

## Видове
- Транспортна инфраструктура: пътища, железопътни линии, транспортни съоръжения, мостове, тунели, канали, пристанища, летища, складове и др.
- Производствена инфраструктура: заводи, предприятия, водохранилища и др.
- Социална инфраструктура: образование, наука, здравеопазване и др.
- Военна инфраструктура
- Информационна инфраструктура
- Паркове и градини
- Централно отопление и отводнителна система

## Виж още
- Летищна инфраструктура
- Зелена инфраструктура
- Мегапроекти
- Интернет инфраструктура
- Образователни инфраструктури